# Upp till miljonen
Upp till miljonen (egentligen Bingolottos Upp till miljonen) var ett svenskt frågesportsprogram som sändes i TV4. Programmet hade premiär den 18 augusti 2013. Programmet gav två personer möjlighet att vinna upp till en miljon kronor, om de svarade bra på nio flervalsfrågor. Programledare var Marie Serneholt, som även var programledare för Bingolotto.

## Formatet
Formatet är en brittisk game show, "Secret Fortune", som sänts på BBC under 2011 och 2012. Det har även gått i schweizisk TV.

## Regler
Spelaren har 20 kuvert med pengar markerade med siffrorna 1-20. I kuverten finns belopp mellan 100 kr och 1 000 000 kronor fördelade slumpmässigt. Under de fem första frågorna får spelaren välja fyra kuvert per fråga. Varje kuvert är kopplat till ett svarsalternativ till en fråga. Det kuvert som innehåller rätt svar är värt mest pengar. Spelaren plockar bort tre kuvert som de tror innehåller fel svar och får sen kvar ett kuvert som sparas till andra omgången. I andra omgången har spelaren de fem kuverten som de tror varit rätt svar på frågorna, de får därefter nya frågor med lika många svarsalternativ som antalet kvarvarande kuvert. Kuvertet med rätt svar innehåller minst pengar och de kuvertet som de väljer som rätt svar plockas bort. Till slut finns bara ett kuvert kvar och det är beloppet i detta kuvert som spelaren går hem med.